# ژیان‌مرغ کوتوله پیشانی‌فندقی
ژیان‌مرغ کوتوله پیشانی‌فندقی (نام علمی: Pseudotriccus simplex) یک گونه از پرندگان خانواده ژیان‌مرغان است که در بولیوی و پرو یافت می‌شود. زیستگاه طبیعی آن جنگل‌های کوهستانی نمناک نیمه‌گرمسیری یا گرمسیری است.